# Ansgar Mertens

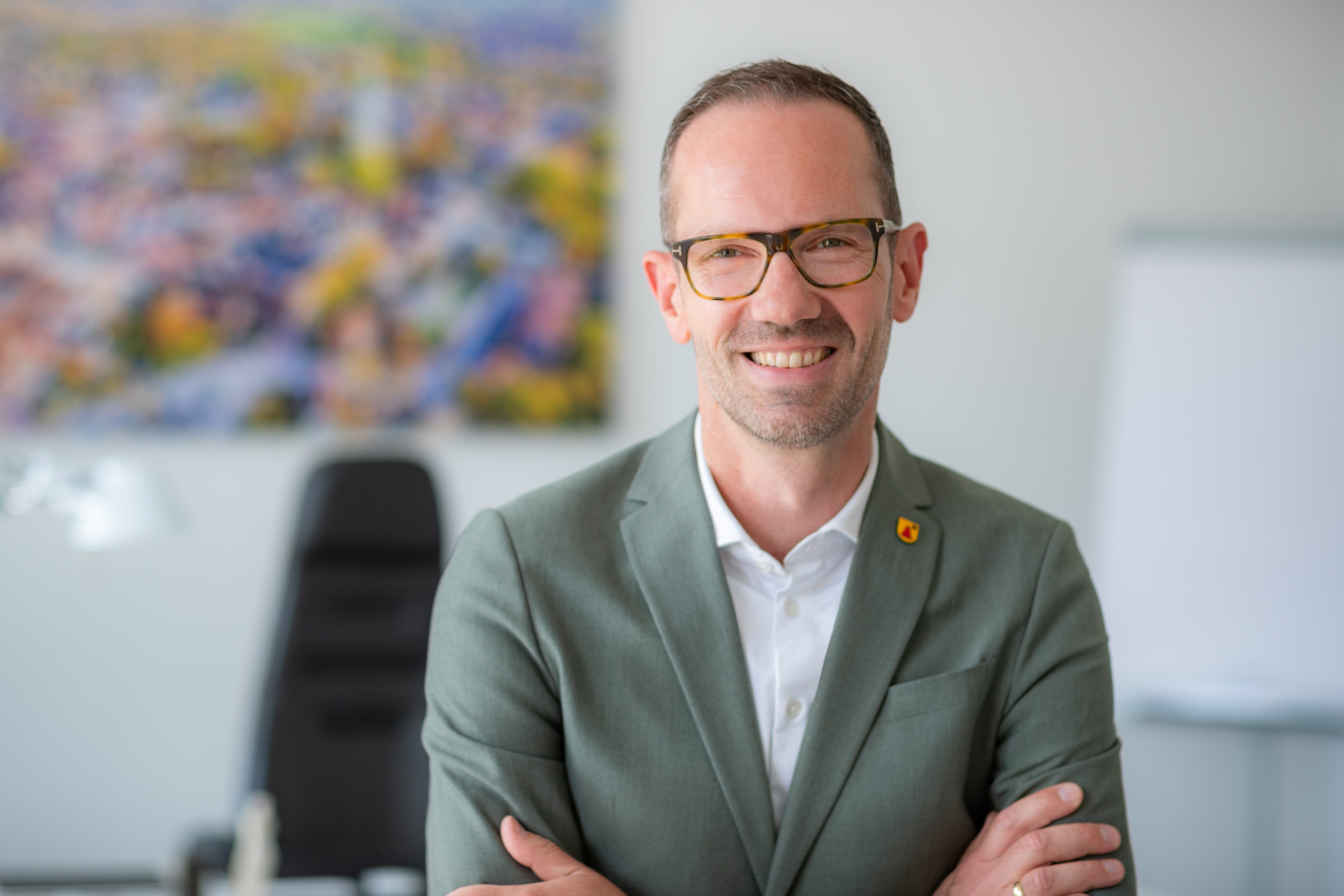
Ansgar Mertens (2024)

Ansgar Wilhelm Mertens (* 29. Juli 1977 in Warstein) ist ein deutscher Politiker (CDU). Seit dem 1. November 2020 ist er Bürgermeister der münsterländischen Stadt Lüdinghausen im Kreis Coesfeld.

## Leben
Ansgar Mertens wurde in Warstein geboren, was zum Kreis Soest gehört. Er ist aufgewachsen in Rüthen (Kreis Soest) und hat dort die Grundschule und das Friedrich-Spee-Gymnasium besucht, wo er im Jahr 1997 das Abitur erlangt hat. Nach Ableisten des Wehrdienstes in Lippstadt trat er am 1. Oktober 1998 in den Polizeidienst des Landes Nordrhein-Westfalen ein, wo er mit Studium an der Fachhochschule für öffentliche Verwaltung und Verwendungen in Dortmund, Bielefeld, Gütersloh und Soest sowie Studium an der Deutschen Hochschule der Polizei in Münster-Hiltrup im Jahr 2020 in den höheren Dienst aufstieg und zum Polizeirat ernannt wurde. Er hat zudem ein Studium der Polizeiwissenschaft und der Kriminologie an der Ruhr-Universität Bochum absolviert.
Ansgar Mertens ist verheiratet und hat zwei Töchter. Er lebt mit seiner Familie in Lüdinghausen.

## Politik
Im Jahr 1993 trat Ansgar Mertens in die Junge Union ein, seit 2001 ist er CDU-Mitglied. Er war von 2012 bis 2016 Vorsitzender des CDU-Stadtverbandes Lippstadt, von 2014 bis 2018 Vorsitzender der CDU-Fraktion im Rat der Stadt Lippstadt und von 2015 bis 2017 Vorsitzender der CDU im Kreis Soest. Von 2016 bis 2018 war er der erste Mitgliederbeauftragte der CDU Nordrhein-Westfalen und kooptiertes Mitglied im CDU-Landesvorstand. Bei der Kommunalwahl im Jahr 2020 trat er für die CDU als Bürgermeisterkandidat in Lüdinghausen an. Er wurde mit 65,8 Prozent der Stimmen im ersten Wahlgang gewählt und ist seitdem Bürgermeister der Stadt Lüdinghausen.